# EN57
EN57 (польск. Pafawag 5B/6B) – польский электропоезд постоянного тока, производившийся c 1961 по 1993 год Государственным Вагонным Заводом «Pafawag» во Вроцлаве. Всего было произведено более 1400 экземпляров. В настоящее время состоит на службе у компаний  Polregio, Szybka Kolej Miejska и Koleje Mazowieckie. Около 1000 составов до сих пор эксплуатируются в Польше, в основном – компанией Polregio.

## История создания и выпуска
Спроектированный для региональных перевозок EN57 построен на основе ранней модели EW55. EW55 были первыми электропоездами, построенными в Польше. Они производились на заводе Pafawag во Вроцлаве.
Выпускались с 1962 по 1993 год. Всего построено 1412 электропоездов, многие из которых до сих пор работают.
Первые поезда имели салон первого класса. Начиная с номера 602 (EN57-602), составы выпускались только с вагонами второго класса. Ввиду долгого периода производства, поезда, построенные в разные годы, имеют отличия в конструкции.
Поезда с номерами до 1113 выпускались с гофрированными боковыми сторонами и 3-мя ветровыми стёклами в кабине. Составы №1114–1825 имеют плоские боковые стороны, 3 ветровых стекла, в то время как составы №1900–1953 построены с плоскими боками и уже с 2-мя лобовыми стёклами в кабине машиниста, внешне напоминая электропоезд EW58.
Поезда с нумерацией 201-206 сформированы из уцелевших вагонов от ранее списанных поездов по причине пожаров и прочих инцидентов. С 2006 года компания Przewozy Regionalne модернизировала несколько составов при финансовой поддержке Евросоюза. Внешний вид электропоездов изменился, включая головные вагоны и интерьер. Электрические и механические части по большей части не претерпели изменений. Модернизированные составы получили новую нумерацию, начиная с №2001. EN-57 послужил основой для электропоездов EN71, ED72, ED73. Польская компания Szybka Kolej Miejska, эксплуатирующая электропоезда EN57 в Труймясто, также модернизировала интерьер вагонов.

## Технические характеристики
Электропоезд состоит из трёх вагонов. Четыре тяговых электродвигателя LK450, мощностью 145 кВт каждый, расположены в среднем вагоне. Головные вагоны двигателей не имеют. Один из вагонов обозначается буквой «A», другой – «B» В вагоне «A» расположен компрессор, в  вагоне «B» – аккумуляторная батарея.
Каждый вагон внутри состоит из 3-х частей и коридора. В головных вагонах 2 части предназначены для размещения пассажиров, а третья - для багажа. В среднем моторном вагоне все 3  части предназначены для пассажиров. Поначалу в каждой части электропоезда был туалет, но вследствие возгораний от близко расположенной электропроводки моторные вагоны туалетов не имеют. Электропоезд EN57 может также состоять из 2-х или 3-х сцепленных вместе составов. Используется автосцепка Шарфенберга. Каждый состав вмещает 212 пассажиров.

## В других странах
Три электропоезда экспортированы в Югославию в 1964 году. В Белоруссию заежали эти электропоезда постоянного тока в Гродно .